# Утопійний соціалізм

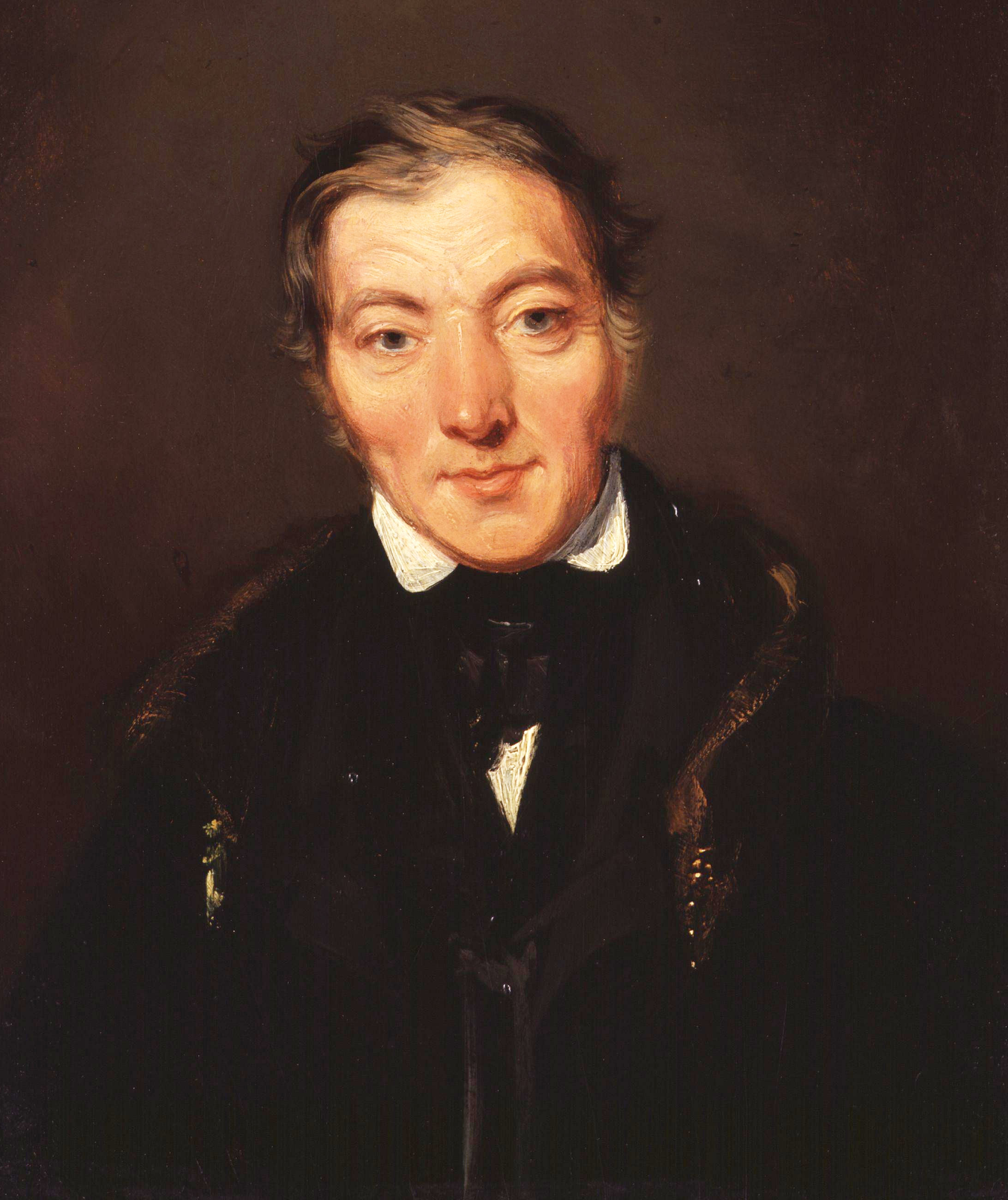
Роберт Оуен. Один із представників утопічного соціалізму

Утопі́чний соціалі́зм (англ. Utopian socialism, від назви трактату Томаса Мора «Утопія») — прийняте в історичній і філософській літературі позначення ранніх (домарксистських) вчень про можливість перетворення суспільства на соціалістичних принципах, про його справедливий устрій.
Термін утопічний соціалізм уперше застосували Карл Маркс і Фрідріх Енгельс у «Маніфесті комуністичної партії» (1848) відносно ненаукових соціалістичних теорій, яким вони протиставляли свій науковий соціалізм.
Відомі соціалісти XIX-го століття Клод Анрі де Сен-Сімон, Шарль Фур'є, Роберт Оуен намагалися організувати робітничі громади на основі колективної власності та ідеалів справедливого розподілу.

## Утопічний соціалізм у давнину
Перші ідеї про справедливіше суспільство, швидше за все, зародилися ще на стадії поділу суспільства на класи й виникнення майнової нерівності. Сліди таких поглядів трапляються при вивченні як фольклору, так і міфології народів Азії, Європи і Північної Африки.
У Стародавній Греції та Римі корені ідей утопічного соціалізму проявилися в мріях про повернення минулого «золотого століття», які існували ще від Гесіода, коли щасливі люди не знали нерівності, власності та визиску. Тема досягнення справедливого політичного устрою була однією з найобговорюваніших грецькими філософами, які шукали розв'язку майнової нерівності й «природного стану» суспільства, у якому воно перебувало в докласових часах. Потрібно також відзначити й роль зрівняльних реформ у Спарті, а також платонівську модель рабовласницького «комунізму», що засуджувала приватну власність («Держава»).
Значний внесок у розвиток учення про утопічний соціалізм унесла вирівнювальна соціальна ідеологія раннього християнства, що несе в суспільство проповідь братства, загальної рівності й споживчого комунізму. Вплив цих ідей зберіг свою силу аж до XIX століття, коли вони лягли в основу теорії християнського соціалізму.

## Утопічний соціалізм у Новий час
Одними з перших соціалістів-утопістів нового часу були англійці Джерард Вінстенлі і Джон Беллерс.
У Франції соціальні утопії XVII-XVIII століть виливалися, як правило, у форму художніх романів-подорожей, де ідеалізованому суспільству доброчесних тубільців протиставлено несправедливості європейського суспільства (Г. де Фуань, д'Алле, Гедевіль і інші). У XVIII столітті з проповіддю революційного повалення гніту й визиску виступав Ж. Мелье, який стояв на позиціях общинного патріархального комунізму. Для багатьох комуністичних творів того самого століття основним мотивом була просвітницька теорія «однаковості природної вдачі» людства і положення «рівності прав» усіх людей, що випливало з цього. Виходячи з цих ідей, Мореллі і Г. Маблі обґрунтували комунізм з погляду теорії природного права.
Утопічний соціалізм часів Просвітництва прокламував право людини на працю та обов'язковість праці для всіх, соціальної справедливості в розподілі коштів, перетворення землі в загальнодоступну власність. У роки Великої французької революції відбувалася політизація цих ідей морального соціалізму. Прихильники егалітарних (зрівняльних) утопічних ідей вимагали загального зрівняльного переділу землі, обмеження власницьких прав і підпорядкування їх потребам суспільства («Скажені»). З подальшим поглибленням революції погляди утопістів-революціонерів радикалізувалися: від наївних перших проєктів про мирне законодавче введення общинного комунізму у Франції — до планів комуністичних перетворень за допомогою санкюлотської революційної диктатури (Ф. Буассель). Квінтесенцією розвитку радикального утопізму були погляди Гракха Бабефа і бабувістської програми змови рівних, які вперше висунули вимогу комуністичної революції з уведенням по її перемозі комуністичної диктатури і обґрунтували потребу перехідного періоду від капіталізму до комунізму. Висловлюючи погляди людей домашинної доби, бабувізм показував узірця комуністичного суспільства як аграрного й ремісничого, що розвивається на основі ручної праці, у розподілі пропонував сувору «зрівнялівку», загальний аскетизм, виявляв негативне ставлення до людей розумової праці.